# قانلو بلاغ
قانلو بلاغ هي قرية في مقاطعة مشكين شهر، إيران. عدد سكان هذه القرية هو 149 في سنة 2006.